# 森豊 (ジャーナリスト)
森豊（もり ゆたか、1917年1月1日 - 2001年12月8日）は、日本のジャーナリスト。

## 略歴
静岡県静岡市生まれ。1938年毎日新聞記者となり、学芸部副部長、編集局参事。
1943年登呂遺跡発掘第一報を送る。のち発掘を続け、シルクロードにも足を伸ばし、1973年吉川英治文化賞受賞。

## 著書
- 『写真・登呂遺跡』社会思想研究会出版部 現代教養文庫 1958
- 『発掘 登呂の碑』小峯書店 1967 「古代史発掘 登呂の碑」角川文庫 1978
- 『樹下美人 シルク・ロード幻想』小峯書店 1967
- 『葡萄唐草 シルク・ロード幻想』小峰書店 1968
- 『忘れえぬ手紙』学生社 1968
- 『「登呂」の記録 古代の発掘にかける』講談社 1969
- 『日本の遺跡』(ヤング・エリート選書)毎日新聞社 1969
- 『孔雀文様の旅 正倉院からローマまで』編 講談社 1970
- 『シルクロード幻想 蓮文様の道』新人物往来社 1971
- 『西域思慕 花と果実と美女と詩』東京美術 1971
- 『日本遺跡巡礼』大陸書房 1971
- 『シルクロードの詩』第三文明社 1971
- 『埋もれた秘宝 日本発掘ものがたり』(ポプラ・ブックス ポプラ社 1971
- 『万葉の挽歌』レグルス文庫  第三文明社 1972
- 『シルクロードの駱駝』新人物往来社 1972
- 『シルクロードの天使』芙蓉書房 1972
- 『弥生の琴』第三文明社 1973
- 『海獣葡萄鏡 シルクロードと高松塚』中公新書 1973
- 『登呂の椅子 古代文化を求めて』新人物往来社 1973
- 『シルクロード史考察-正倉院からの発見』六興出版

1、西域の古都望見 1974
2、花喰鳥文様展開 1974
3、樹下美人図考 1974
4、ぶどう唐草幻想 1974
5、古代人と聖獣 1975
6、シルクロードの詩 1975
7、聖なる円光 1975
8、壁画の美女 1975
9、仮面の祈り 1975
10、樹木・生命・信仰 1975
11、龍 1976
12、シルクロードの旅人　1977
13、シルクロードの天馬 1979
14、シルクロードの象 1980
15、シルクロードの幻術 1981
16、シルクロードと万葉集 1981
17、シルクロードわが旅 1981
18、シルクロードの化粧史 1982
19、シルクロードの怪神怪獣 1982
20、シルクロードの真珠 1983
- 『古代遺跡の旅 日本発掘物語』芸艸堂 1974
- 『古銭の道 シルクロード幻想』角川選書 1975
- 『シルクロードと日本文化』白水社 1982